# Mouilleron-le-Captif
Mouilleron-le-Captif és un municipi francès situat al departament de Vendée i a la regió de País del Loira. L'any 2007 tenia 4.246 habitants.

## Demografia

### Població
El 2007 la població de fet de Mouilleron-le-Captif era de 4.246 persones. Hi havia 1.563 famílies de les quals 272 eren unipersonals (108 homes vivint sols i 164 dones vivint soles), 558 parelles sense fills, 632 parelles amb fills i 101 famílies monoparentals amb fills.
La població ha evolucionat segons el següent gràfic:
Habitants censats

### Habitatges
El 2007 hi havia 1.652 habitatges, 1.589 eren l'habitatge principal de la família, 24 eren segones residències i 38 estaven desocupats. 1.580 eren cases i 44 eren apartaments. Dels 1.589 habitatges principals, 1.319 estaven ocupats pels seus propietaris, 264 estaven llogats i ocupats pels llogaters i 5 estaven cedits a títol gratuït; 14 tenien una cambra, 36 en tenien dues, 122 en tenien tres, 413 en tenien quatre i 1.004 en tenien cinc o més. 1.367 habitatges disposaven pel capbaix d'una plaça de pàrquing. A 554 habitatges hi havia un automòbil i a 958 n'hi havia dos o més.

### Piràmide de població
La piràmide de població per edats i sexe el 2009 era:
| Homes | Edats   | Dones |
| ----- | ------- | ----- |
| 4     | 95 o +  | 4     |
| 16    | 90 a 94 | 8     |
| 16    | 85 a 89 | 12    |
| 20    | 80 a 84 | 20    |
| 40    | 75 a 79 | 64    |
| 36    | 70 a 74 | 48    |
| 72    | 65 a 69 | 60    |
| 56    | 60 a 64 | 32    |
| 56    | 55 a 59 | 68    |
| 180   | 50 a 54 | 144   |
| 152   | 45 a 49 | 148   |
| 144   | 40 a 44 | 152   |
| 160   | 35 a 39 | 152   |
| 96    | 30 a 34 | 132   |
| 136   | 25 a 29 | 104   |
| 68    | 20 a 24 | 128   |
| 100   | 15 a 19 | 124   |
| 124   | 10 a 14 | 164   |
| 136   | 5 a 9   | 152   |
| 100   | 0 a 4   | 116   |

## Economia
El 2007 la població en edat de treballar era de 2.923 persones, 2.182 eren actives i 741 eren inactives. De les 2.182 persones actives 2.070 estaven ocupades (1.079 homes i 991 dones) i 112 estaven aturades (51 homes i 61 dones). De les 741 persones inactives 284 estaven jubilades, 250 estaven estudiant i 207 estaven classificades com a «altres inactius».

### Ingressos
El 2009 a Mouilleron-le-Captif hi havia 1.654 unitats fiscals que integraven 4.563 persones, la mediana anual d'ingressos fiscals per persona era de 20.589 €.

### Activitats econòmiques
Dels 205 establiments que hi havia el 2007, 2 eren d'empreses extractives, 4 d'empreses alimentàries, 3 d'empreses de fabricació de material elèctric, 14 d'empreses de fabricació d'altres productes industrials, 21 d'empreses de construcció, 45 d'empreses de comerç i reparació d'automòbils, 9 d'empreses de transport, 13 d'empreses d'hostatgeria i restauració, 2 d'empreses d'informació i comunicació, 14 d'empreses financeres, 10 d'empreses immobiliàries, 28 d'empreses de serveis, 29 d'entitats de l'administració pública i 11 d'empreses classificades com a «altres activitats de serveis».
Dels 44 establiments de servei als particulars que hi havia el 2009, 1 era una oficina de correu, 3 oficines bancàries, 9 tallers de reparació d'automòbils i de material agrícola, 1 taller d'inspecció tècnica de vehicles, 2 autoescoles, 8 guixaires pintors, 5 fusteries, 3 electricistes, 4 perruqueries, 4 restaurants, 2 agències immobiliàries i 2 salons de bellesa.
Dels 15 establiments comercials que hi havia el 2009, 2 eren grans superfícies de material de bricolatge, 2 fleques, 2 carnisseries, 1 una llibreria, 1 una botiga de roba, 1 una botiga d'equipament de la llar, 2 botigues de mobles, 2 botigues de material esportiu i 2 floristeries.
L'any 2000 a Mouilleron-le-Captif hi havia 26 explotacions agrícoles que ocupaven un total de 1.365 hectàrees.

## Equipaments sanitaris i escolars
El 2009 hi havia 1 farmàcia i 1 ambulància.
El 2009 hi havia 1 escola maternal i 2 escoles elementals.

## Poblacions més properes
El següent diagrama mostra les poblacions més properes.